# Piola (película)
Piola es una película chilena del año 2020, escrita y dirigida por Luis Alejandro Pérez.
Piola es un largometraje de ficción, en clave de comedia y drama que se realizó durante 2018 y se estrenó mundialmente en la competencia oficial del Festival de Málaga de Cine en Español en agosto de 2020. Ese mismo mes tiene su estreno nacional en Santiago Festival Internacional de Cine. En noviembre de 2020 se estrena de forma comercial por medio del streaming, en la plataforma Punto Play de Puntoticket, debido a la pandemia de Coronavirus. El 12 de marzo de 2021 tuvo su estreno mundial en Netflix. 
Protagonizada por Max Salgado, René Miranda, Ignacia Uribe y Alejandro Trejo. El reparto general incluye a intérpretes como Javier Castillo, Steevens Benjamin, Andrés Rebolledo y Paula Zúñiga.

## Sinopsis
Martin y Charly pasan el tiempo haciendo música rap. Una noche encuentran un arma cargada en las orillas de un cerro, mientras Sol, pierde a su perra. Aunque aparentemente inconexas, estas historias están íntimamente ligadas, formando el retrato de jóvenes en su difícil paso a la adultez.

## Premios
La película obtuvo el premio a la mejor ópera prima en el Festival Internacional de Cine en Guadalajara, mejor guion en el Trieste Film Festival y mejor actuación en Santiago Festival Internacional de Cine.

## Argumento
Martín (Max Salgado), Charly (René Miranda) y Sol (Ignacia Uribe) viven en Quilicura, van en la misma escuela y tienen una misma pasión en común por la música. Sus vidas son similares en ciertos aspectos, pero sus personalidades son completamente distintas. Mientras Martín y Charly son mejores amigos desde la infancia y rapean en la agrupación La Urbe, Sol es la arquera de su equipo de fútbol y una muchacha muy apegada a su mamá (Paula Zúñiga), y a su perra, Canela.
Martín encuentra un arma
Luego de ser suspendido de la escuela, tras rapear una canción que disgustó a su profesora de artes (Jessica González), Martín vuelve a casa y descubre que su familia comenzó con la mudanza. Su papá (Alejandro Trejo) sabe que Martín no prosperará en el arte en Chile, por lo que intenta decirle que no se cree expectativas y busque un trabajo para ayudar a la familia. Mientras los papás de Martín (Alejandro Trejo, Pilar Zderich) buscan una nueva casa, menos proporcionada, debido a las deudas que tienen con el banco, Martín está lleno de nervios, porque quiere dedicarse a la música y no cuenta el apoyo de su familia. Al atardecer, Martín se va a carretear con Charly, y los amigos hiphoperos de él, Gigio (Andrés Rebolledo), Tomy (Javier Castillo) y Jean (Steevens Benjamin). Antes de ir a la fiesta, pasan a una gasolinería, donde se encuentran con Patricio (Nicolás Leiva), un agradable sujeto que trabaja en una gasolinería, y que les permite robar unas bebidas y snacks.
Luego de una pelea entre Jean y un zorrón de la fiesta, por un desagradable comentario de este último, los amigos se van del carrete y siguen en la noche manejando por Santiago. Al amanecer, el grupo va hacia un cerro con escombros, donde Martín encuentra una pistola de fogueo, y hace un disparo al aire. A pesar de que sus amigos le recomiendan que la deje donde mismo la encontró, Martín decide guardarla y la lleva consigo.
Sol busca a Canela
En paralelo, Sol decide escaparse de la escuela para verse con Franco (Matías Poblete), un tatuador que trabaja con su polola en una tienda del centro. Cuando Sol vuelve a su casa, se entera de que su perra Canela, ha escapado, y a pesar de que sale rápidamente a buscarla, no logra saber su paradero. Al anocher y luego de recorrer gran parte de la ciudad, Sol se encuentra con Patricio, sin embargo, en un inesperado momento, cuatro asaltantes se meten a robar a la gasolinería y dejan a un sujeto herido de bala en el suelo.
Charly llega tarde
De vuelta al día después del carrete con Martín y sus amigos, Charly regresa a casa para prepararse para una nueva jornada de trabajo, a la cual llega tarde. Su jefe, un machista y ambicioso sujeto (Gonzalo Urbina) lo maltrata laboralmente de manera constante, con un bajo sueldo y siempre criticándolo. Lo mismo con Daniela (Vanessa Flores), una compañera de trabajo, que también anhela con dejar ese trabajo pronto.
En la tarde, Charly decide visitar a su hijo Dani (Vicente Pérez), pero es detenido por Tamara (Camila Celedón), la mamá del niño que tiene un intenso rechazo hacia él, debido a que no ha estado en gran parte de los momentos de la infancia del pequeño. Tras la discusión, Charly se sienta en la vereda y se encuentra con Canela, la mascota de Sol.
El Atropello
Sol y su mamá tienen una discusión en el auto, porque ella la culpa de la desaparición de Canela. Mientras ella sigue manejando, Sol intenta reflexionar y entenderla, para después contarle de su relación con Franco, pero su mamá ve el lado negativo de la relación, desencadenando otra pelea.
Cuando su mamá se baja a comprar un remedio, Sol le roba las llaves del auto y se va conduciendo hasta el departamento de Franco, que no logra hacerla sentir mejor, sino que la entristece todavía más. De vuelta a casa, Sol maneja enfurecida, y accidentalmente atropella a alguien.
Todos se van
Martín, tras llegar a su casa después de pasar la noche con sus amigos, haber sido regañado por sus padres por su suspensión en el colegio y advertido sobre la mudanza que tendría lugar ese día, se acuesta en su cama y se queda dormido, despertando horas después para descubrir que la casa está vacía y su familia está a punto de irse. Al no haber empacado nada aún, sus padres se enojan aún más y se van sin él, por lo que debe recurrir a uno de sus amigos para trasladar sus cosas a su nueva casa, no sin antes cumplir con la entrevista y la grabación del videoclip. 
Charly llega tarde a la entrevista en la radio, pero está a tiempo todavía para la grabación del videoclip, a la cual asisten cerca de treinta personas como extras, incluido un feriante y traficante de discos pirata, al cual todos conocen como El Rata (Matías Burgos), que también se ofreció como camarógrafo. La banda y Martín rapean la misma canción que en la clase de artes. El grupo de amigos es interrumpido por la guardia ciudadana, que los obliga a retirarse, aunque debido a un incidente, toman detenido a El Rata. El resto de los extras y músicos escapan urgidos, pero Martín se choca con el auto de Sol.
Tren
Cuando Martín y Charly reaccionan al choque, Sol se ofrece a trasladarlos hasta la posta y revisen su brazo. Pasando por las vías del tren, los tres se encuentran con dos asesinos de gatos, que están lanzando los pequeños animales hacia cables eléctricos. Sol, cansada y llena de impotencia, se baja del auto y enfrenta a los sujetos (Diego Valenzuela, Nicolás Lange).
Cuando los matagatos sacan una cuchilla para amenazar a Sol, Martín interviene con la pistola de fogueo y los amenaza, obligandolos a escapar. Los tres, que han tenido un día horrendo, se sientan en las orillas de la vía del tren, mientras reflexionan sobre cómo han llegado hasta ese momento de sus vidas. Cuando Sol rompe en llanto, escucha el sonido de un maullido, y ve a un pequeño gato que sigue con vida, al cual adoptan y llaman Tren. Martín echa su pistola en el río, y después cuenta sobre su habilidad de apagar las luces de los faroles. y los tres salen manejado juntos. Una vez que el auto avanza un par de kilómetros, la luz del farol se apaga completamente.

## Elenco
- Max Salgado como Martín aka Hueso.
- Ignacia Uribe como Sol.
- René Miranda como Charly.
- Javier Castillo como Tomy.
- Steveens Benjamin como Jean.
- Andrés Rebolledo cómo Gigio.
- Alejandro Trejo Como padre de Martin.
- Paula Zúñiga como madre de Sol.
- Matías Burgos como Rata.
- Nicolás Leiva cómo Patricio.
- Pilar Zderich como madre de Martín.

## Producción
La película no contó con fondo audiovisual ni Corfo y se realizó de forma completamente independiente, bajo la casa productora OtroFoco. Producida por Cecilia Otero, Sylvana Squiciarini, Rolando Santana y Luis Alejandro Pérez. La película ganó un pequeño fondo para la producción de primeras películas del ICEI de la Universidad de Chile junto con Banco Estado. Contó con aportes privados, el apoyo de la Corporación Cultural de Quilicura, Punto Ciego Cinema, DC Shoes, entre otros. 
La película se presentó por primera vez como Work in progress en 2019 en Guadalajara. Construye del Festival Internacional de Guadalajara, obteniendo 6 de los 13 premios en competencia, lo que permitió terminar toda la posproducción de la película.